# 貝瓦威 (內華達州)
貝瓦威（英語：Beowawe）是位於美國內華達州尤里卡縣的非建制地區。

## 歷史
貝瓦威的郵局於1870年設立，其後於1995年停運。

## 地理
貝瓦威所處的海拔為高於海平面1431米（即4695英呎），而該地所採用的時區為UTC-8，即太平洋时区（PST）。同時該地設有夏令時間，為UTC-8調快一小時，即UTC-7（PDT）。